# Würmla
Würmla è un comune austriaco di 1 345 abitanti nel distretto di Tulln, in Bassa Austria; ha lo status di comune mercato (Marktgemeinde).